# Olympische Sommerspiele 2012/Teilnehmer (Mauritius)
| Gelbes Symbol für Goldmedaillen mit stilisierten Olympischen Ringen | Graues Symbol für Silbermedaillen mit stilisierten Olympischen Ringen | Braundes Symbol für Bronzemedaillen mit stilisierten Olympischen Ringen |
| ------------------------------------------------------------------- | --------------------------------------------------------------------- | ----------------------------------------------------------------------- |
| —                                                                   | —                                                                     | —                                                                       |

Mauritius nahm in London an den Olympischen Spielen 2012 teil. Es war die insgesamt achte Teilnahme an Olympischen Sommerspielen. Das Mauritius Olympic Committee nominierte elf Athleten in sieben Sportarten.
Fahnenträgerin bei der Eröffnungsfeier war die Beachvolleyballspielerin Natacha Rigobert.

## Teilnehmer nach Sportarten

### Beachvolleyball
| Athleten                          | Gruppenphase                                                                   | Gruppenphase                                            | Gruppenphase | Gruppenphase | Achtelfinale  | Achtelfinale  | Viertelfinale | Viertelfinale | Halbfinale    | Halbfinale    | Finale        | Finale        | Rang |
| Athleten                          | Gegner                                                                         | Ergebnis                                                | Pkt.         | Pl.          | Gegner        | Ergebnis      | Gegner        | Ergebnis      | Gegner        | Ergebnis      | Gegner        | Ergebnis      | Rang |
| --------------------------------- | ------------------------------------------------------------------------------ | ------------------------------------------------------- | ------------ | ------------ | ------------- | ------------- | ------------- | ------------- | ------------- | ------------- | ------------- | ------------- | ---- |
| Frauen                            |                                                                                |                                                         |              |              |               |               |               |               |               |               |               |               |      |
| Elodie Li Yuk Lo Natacha Rigobert | L. França / J. Felisberta L. Háječková / H. Klapalová K. Holtwick / I. Semmler | 0:2 (5:21, 10:21) 0:2 (10:21, 11:21) 0:2 (11:21, 10:21) | 3            | 4            | ausgeschieden | ausgeschieden | ausgeschieden | ausgeschieden | ausgeschieden | ausgeschieden | ausgeschieden | ausgeschieden | 19   |

### Boxen
| Athleten          | Wettbewerb                  | 1. Runde          | 1. Runde | Achtelfinale                 | Achtelfinale  | Viertelfinale | Viertelfinale | Halbfinale    | Halbfinale    | Finale        | Finale        | Rang |
| Athleten          | Wettbewerb                  | Gegner            | Ergebnis | Gegner                       | Ergebnis      | Gegner        | Ergebnis      | Gegner        | Ergebnis      | Gegner        | Ergebnis      | Rang |
| ----------------- | --------------------------- | ----------------- | -------- | ---------------------------- | ------------- | ------------- | ------------- | ------------- | ------------- | ------------- | ------------- | ---- |
| Jason Lavigilante | Fliegengewicht bis 52 kg    | Duke Micah        | 14:18    | ausgeschieden                | ausgeschieden | ausgeschieden | ausgeschieden | ausgeschieden | ausgeschieden | ausgeschieden | ausgeschieden | 17   |
| Richarno Colin    | Halbweltergewicht bis 64 kg | Abdelhaak Aatakni | 16:10    | Urantschimegiin Mönch-Erdene | 12:15         | ausgeschieden | ausgeschieden | ausgeschieden | ausgeschieden | ausgeschieden | ausgeschieden | 9    |

### Judo
| Athleten             | Wettbewerb       | 1. Runde | 1. Runde | Achtelfinale      | Achtelfinale | Viertelfinale | Viertelfinale | Halbfinale    | Halbfinale    | Hoffnungsrunde Halbfinale | Hoffnungsrunde Halbfinale | Hoffnungsrunde Finale | Hoffnungsrunde Finale | Finale        | Finale        | Rang |
| Athleten             | Wettbewerb       | Gegner   | Ergebnis | Gegner            | Ergebnis     | Gegner        | Ergebnis      | Gegner        | Ergebnis      | Gegner                    | Ergebnis                  | Gegner                | Ergebnis              | Gegner        | Ergebnis      | Rang |
| -------------------- | ---------------- | -------- | -------- | ----------------- | ------------ | ------------- | ------------- | ------------- | ------------- | ------------------------- | ------------------------- | --------------------- | --------------------- | ------------- | ------------- | ---- |
| Frauen               |                  |          |          |                   |              |               |               |               |               |                           |                           |                       |                       |               |               |      |
| Christianne Legentil | Klasse bis 52 kg | Freilos  | Freilos  | Majlinda Kelmendi | 1001:0101    | Ilse Heylen   | 002:0002      | ausgeschieden | ausgeschieden | Marie Muller              | 0002:101                  | ausgeschieden         | ausgeschieden         | ausgeschieden | ausgeschieden | 7    |

### Leichtathletik
Laufen und Gehen
| Athleten         | Wettbewerb | Vorlauf     | Vorlauf | Halbfinale    | Halbfinale    | Finale        | Finale        | Rang |
| Athleten         | Wettbewerb | Zeit        | Rang    | Zeit          | Rang          | Zeit          | Rang          | Rang |
| ---------------- | ---------- | ----------- | ------- | ------------- | ------------- | ------------- | ------------- | ---- |
| Frauen           |            |             |         |               |               |               |               |      |
| Annabelle Lascar | 800 m      | 2:05,49 min | 5       | ausgeschieden | ausgeschieden | ausgeschieden | ausgeschieden | 19   |
| Männer           |            |             |         |               |               |               |               |      |
| Fabrice Coiffic  | 100 m      | 10,59 s     | 7       | ausgeschieden | ausgeschieden | ausgeschieden | ausgeschieden | 47   |

### Radsport

#### Straße
| Athleten          | Wettbewerb    | Zeit       | Rang |
| ----------------- | ------------- | ---------- | ---- |
| Frauen            |               |            |      |
| Aurélie Halbwachs | Straßenrennen | aufgegeben | –    |

### Schwimmen
| Athleten       | Wettbewerb     | Vorlauf     | Vorlauf | Halbfinale    | Halbfinale    | Finale        | Finale        | Rang |
| Athleten       | Wettbewerb     | Zeit        | Rang    | Zeit          | Rang          | Zeit          | Rang          | Rang |
| -------------- | -------------- | ----------- | ------- | ------------- | ------------- | ------------- | ------------- | ---- |
| Frauen         |                |             |         |               |               |               |               |      |
| Heather Arseth | 200 m Freistil | 2:07,81 min | 4       | ausgeschieden | ausgeschieden | ausgeschieden | ausgeschieden | 34   |
| Männer         |                |             |         |               |               |               |               |      |
| Gilles Marquet | 200 m Freistil | 1:58,91 min | 2       | ausgeschieden | ausgeschieden | ausgeschieden | ausgeschieden | 39   |

### Triathlon
| Athleten           | Wettbewerb | Zeit      | Rang |
| ------------------ | ---------- | --------- | ---- |
| Frauen             |            |           |      |
| Fabienne St. Louis | Einzel     | 2:07:37 h | 42   |